# Vitorino Freire (kommun)
Vitorino Freire är en kommun i Brasilien.   Den ligger i delstaten Maranhão, i den nordöstra delen av landet, 1 300 km norr om huvudstaden Brasília. Antalet invånare är 31 654.
Omgivningarna runt Vitorino Freire är huvudsakligen savann. Runt Vitorino Freire är det ganska glesbefolkat, med 23 invånare per kvadratkilometer.